# Groupama-FDJ/2024
Deze pagina geeft een overzicht van de Groupama-FDJ UCI World Tour wielerploeg in 2024.

## Algemeen
Algemeen manager: Marc Madiot

Ploegleiders: Nicolas Boisson, Anthony Bouillod, Thierry Bricaud, Yvon Caer, Frédéric Guesdon, David Han, Julien Pinot, Benoît Vaugrenard, Jussi Veikkanen
Fietsen: Wilier Triestina
Banden: Continental AG
Onderdelen en wielen: Shimano

## Renners
| Naam                | Geboortedatum | Nationaliteit       | Ploeg 2023                       |
| ------------------- | ------------- | ------------------- | -------------------------------- |
| Lewis Askey         | 04-05-2001    | Verenigd Koninkrijk |                                  |
| Cyril Barthe        | 14-02-1996    | Frankrijk           | Burgos-BH                        |
| Sven Erik Bystrøm   | 21-01-1992    | Noorwegen           | Intermarché-Circus-Wanty         |
| Clément Davy        | 17-07-1998    | Frankrijk           |                                  |
| David Gaudu         | 10-10-1996    | Frankrijk           |                                  |
| Kévin Geniets       | 09-01-1997    | Luxemburg           |                                  |
| Lorenzo Germani     | 03-03-2002    | Italië              |                                  |
| Romain Grégoire     | 21-01-2003    | Frankrijk           |                                  |
| Thibaud Gruel*      | 01-05-2004    | Frankrijk           | Equipe continentale Groupama-FDJ |
| Ignatas Konovalovas | 08-12-1985    | Litouwen            |                                  |
| Stefan Küng         | 16-11-1993    | Zwitserland         |                                  |
| Olivier Le Gac      | 27-08-1993    | Frankrijk           |                                  |
| Eddy Le Huitouze    | 03-04-2003    | Frankrijk           | Equipe continentale Groupama-FDJ |
| Fabian Lienhard     | 03-09-1993    | Zwitserland         |                                  |
| Valentin Madouas    | 12-07-1996    | Frankrijk           |                                  |
| Lenny Martinez      | 11-07-2003    | Frankrijk           |                                  |
| Rudy Molard         | 17-08-1989    | Frankrijk           |                                  |
| Quentin Pacher      | 06-01-1992    | Frankrijk           |                                  |
| Enzo Paleni         | 30-05-2002    | Frankrijk           |                                  |
| Paul Penhoët        | 28-12-2001    | Frankrijk           |                                  |
| Laurence Pithie     | 17-07-2002    | Nieuw-Zeeland       |                                  |
| Rémy Rochas         | 18-05-1996    | Frankrijk           | Cofidis                          |
| Clément Russo       | 20-01-1995    | Frankrijk           | Arkéa Samsic                     |
| Marc Sarreau        | 10-06-1993    | Frankrijk           | AG2R-Citroën                     |
| Reuben Thompson     | 15-02-2001    | Nieuw-Zeeland       |                                  |
| Lars van den Berg   | 07-07-1998    | Nederland           |                                  |
| Matthew Walls       | 20-04-1998    | Verenigd Koninkrijk | BORA-hansgrohe                   |
| Samuel Watson       | 24-09-2001    | Verenigd Koninkrijk |                                  |

* vanaf 1/3

### Vertrokken
| Naam               | Geboortedatum | Nationaliteit       | Ploeg 2024                 |
| ------------------ | ------------- | ------------------- | -------------------------- |
| Bruno Armirail     | 11-04-1994    | Frankrijk           | Decathlon AG2R La Mondiale |
| Arnaud Démare      | 26-08-1991    | Frankrijk           | Arkéa-B&B Hotels           |
| Matthieu Ladagnous | 12-12-1984    | Frankrijk           | Gestopt                    |
| Thibaut Pinot      | 29-05-1990    | Frankrijk           | Gestopt                    |
| Miles Scotson      | 18-01-1994    | Australië           | Arkéa-B&B Hotels           |
| Jake Stewart       | 02-10-1999    | Verenigd Koninkrijk | Israel-Premier Tech        |
| Michael Storer     | 28-02-1997    | Australië           | Tudor Pro Cycling Team     |
| Bram Welten        | 29-03-1997    | Nederland           | Team DSM-Firmenich         |

## Overwinningen
| Nationale kampioenschappen wielrennen Luxemburg - wegrit: Kevin Geniets Zwitserland - tijdrit: Stefan Küng Cadel Evans Great Ocean Road Race Laurence Pithie GP La Marseillaise Kevin Geniets Classic Var Lenny Martinez O Gran Camiño Jongerenklassement: Lenny Martinez Trofeo Laigueglia Lenny Martinez Ronde van Catalonië Jongerenklassement: Lenny Martinez Ronde van het Baskenland 5e etappe: Romain Grégoire Classic Grand Besançon Doubs Lenny Martinez Ronde van de Jura David Gaudu | Ronde van de Doubs Lenny Martinez Vierdaagse van Duinkerke Jongerenklassement: Paul Penhoët Boucles de la Mayenne Jongerenklassement: Samuel Watson Mercan'Tour Classic Alpes-Maritimes Lenny Martinez Ronde van Wallonië 5e etappe: Samuel Watson Ronde van Spanje 21e etappe: Stefan Küng Ronde van Luxemburg 5e etappe: David Gaudu Chrono des Nations Stefan Küng |  |

Mannen: 1997 · 1998 · 1999 · 2000 · 2001 · 2002 · 2003 · 2004 · 2005 · 2006 · 2007 · 2008 · 2009 · 2010 · 2011 · 2012 · 2013 · 2014 · 2015 · 2016 · 2017 · 2018 · 2019 · 2020 · 2021 · 2022 · 2023 · 2024 · 2025
Vrouwen: 2021 · 2022 · 2023 · 2024 · 2025
Alpecin-Deceuninck · Arkéa-B&B Hotels · Astana Qazaqstan · Bahrain Victorious · BORA-hansgrohe · Cofidis · Decathlon AG2R La Mondiale Team · EF Education-EasyPost · Groupama-FDJ · INEOS Grenadiers · Intermarché-Wanty · Lidl-Trek · Movistar Team · Soudal Quick-Step · dsm-firmenich PostNL · Jayco AlUla · UAE Team Emirates · Visma-Lease a Bike